# Ivo van der Putten
Ivo van der Putten (né le 26 août 1986 à Boucle), est un coureur cycliste néerlandais, spécialiste du BMX. Il est notamment  champion du monde de BMX cruiser en 2009. Il arrête sa carrière en 2012.

## Palmarès en BMX

### Championnats du monde
- Valkenswaard 2004
  -  Médaillé de bronze du BMX juniors
- Adélaïde 2009
  -  Champion du monde de BMX cruiser

### Coupe du monde
- 2009 : 2e du classement général, vainqueur de la manche de Copenhague
- 2010 : 49e du classement général, un podium à Madrid
- 2011 : 65e du classement général
- 2012 : 29e du classement général
- 2014 : 69e du classement général
- 2015 : 79e du classement général

### Championnats des Pays-Bas
- 2009
  -  Champion des Pays-Bas de BMX
- 2012
  -  Champion des Pays-Bas de BMX